# Noctua lyra
Noctua lyra är en fjärilsart som beskrevs av Herrich-Schäffer 1869. Noctua lyra ingår i släktet Noctua och familjen nattflyn. Inga underarter finns listade i Catalogue of Life.